# Dead Head
Dead Head ist eine niederländische Thrash-Metal-Band aus Kampen bzw. Zwolle, die im Jahre 1989 gegründet wurde.

## Geschichte
Die Band wurde am 8. April 1989 von Tom van Dijk (Bass, Gesang), Robbie Woning (E-Gitarre), Ronnie van der Wey (E-Gitarre) und Hans Spijker (Schlagzeug) gegründet. Klanglich orientierte sie sich an anderen Thrash-Metal-Bands wie Dark Angel, Kreator und Sadus. Noch im selben Jahr nahm sie ihr erstes Demo mit dem Namen Lethargy auf. Durch die Veröffentlichung dieses Demos erreichte sie zunehmend Aufmerksamkeit und es entwickelte sich eine Fanbasis. Im Jahre 1990 nahm die Band ihr zweites Demo The Festering auf. Insgesamt verkaufte die Band 2500 Kopien ihrer Demos. Auch ging die Band zusammen mit Carcass auf eine Tournee, die acht Auftritte umfasste. Im Anschluss unterschrieb die Band einen Vertrag bei Bad Taste Recordings. Im Jahre 1991 nahm die Band ihr erstes Album The Feast Begins at Dawn auf. Jedoch war die Band mit diesem nicht zufrieden, da das Label die Stücke schlecht abgemischt habe. Dies änderte sich bei dem zweiten Album Dream Deceiver, das im Jahre 1993 veröffentlicht wurde. Schlagzeuger Spijker, welcher zu den Aufnahmen des Albums ausstieg, wurde durch Marco Kleinnibbelink ersetzt. Im Anschluss daran hielt Dead Head zwei Tourneen durch Europa, um die ersten beiden Alben zu bewerben. Auch trat sie bei einigen Konzerten in Belgien und Skandinavien auf. Mitte der neunziger Jahre kehrte Schlagzeuger Hans Spijker wieder zur Band zurück. Die Band war nun zudem bei dem deutschen Label Shark Records unter Vertrag, jedoch trennte sie sich von dem Label wieder, bevor ein Album veröffentlicht wurde. Das dritte Album Kill Division wurde aufgenommen, jedoch trennte sich die Band, bevor sie ein geeignetes Label finden konnten. Die Bandmitglieder konzentrierten sich während der Pause mehr auf ihr Privatleben.
Im Jahre 1999 fand die Band mit Cold Blood Industries (Label des God-Dethroned-Sängers Henri Sattler) ein geeignetes Label, sodass Kill Division noch im selben Jahr veröffentlicht wurde. Auch spielte die Band nun wieder verstärkt auf diversen Konzerten. Nach den Aufnahmen von Kill Division trennte sich die Band von Sänger Tom van Dijk. Sie trat nun mit dem Sänger und Bassisten Michiel Dekker (nun bei The Monolith Deathcult) auf. Das Kompilationsalbum Come to Salem (2000, Hammerheart Records) enthielt klassisches Demomaterial sowie bisher unveröffentlichte Lieder. Infolgedessen schrieb die Band neue Songs und trat zusammen mit Bands wie Sadus und Exodus auf. Das vierte Album Haatland wurde in Dänemark aufgenommen und von Jacob Hansen produziert. Auf dem Album war wieder Original-Sänger/-Bassist Tom van Dijk zu hören. Veröffentlicht wurde Haatland im Jahre 2005 bei dem schwedischen Label Extremity Records. Auf dem Album waren alle Gründungsmitglieder zu hören. Im Jahre 2006 arbeitete die Band an neuen Songs, woraus das Album Depression Tank (2009, Displeased Records) entstand. Originalsänger Tom van Dijk hatte großen Einfluss auf die Produktion des Albums, verließ die Band noch vor der Fertigstellung des Tonträgers. Ralph de Boer wurde neuer Sänger, welcher auch Mitglieder der Band Sidius war.

## Stil
Stilistisch ist die Band vergleichbar mit klassischen Thrash-Metal-Bands wie Kreator und Dark Angel. Charakteristisch für die Band ist zudem auch die hohe Geschwindigkeit der Stücke, insbesondere die des Schlagzeugs.

## Diskografie
Alben
- 1991: The Feast Begins at Dawn (Bad Taste Recordings)
- 1993: Dream Deceiver (Bad Taste Recordings)
- 1999: Kill Division (Cold Blood Industries)
- 2005: Haatland (Extremity Records)
- 2009: Depression Tank (Displeased Records)
- 2022: Slave Driver (Hammerheart Records)

EPs
- 2004: Dog God (Fadeless Records)

Demos
- 1989: Lethargy
- 1990: The Festering

Kompilationen
- 2000: Come to Salem (Hammerheart Records)